# 수류탄

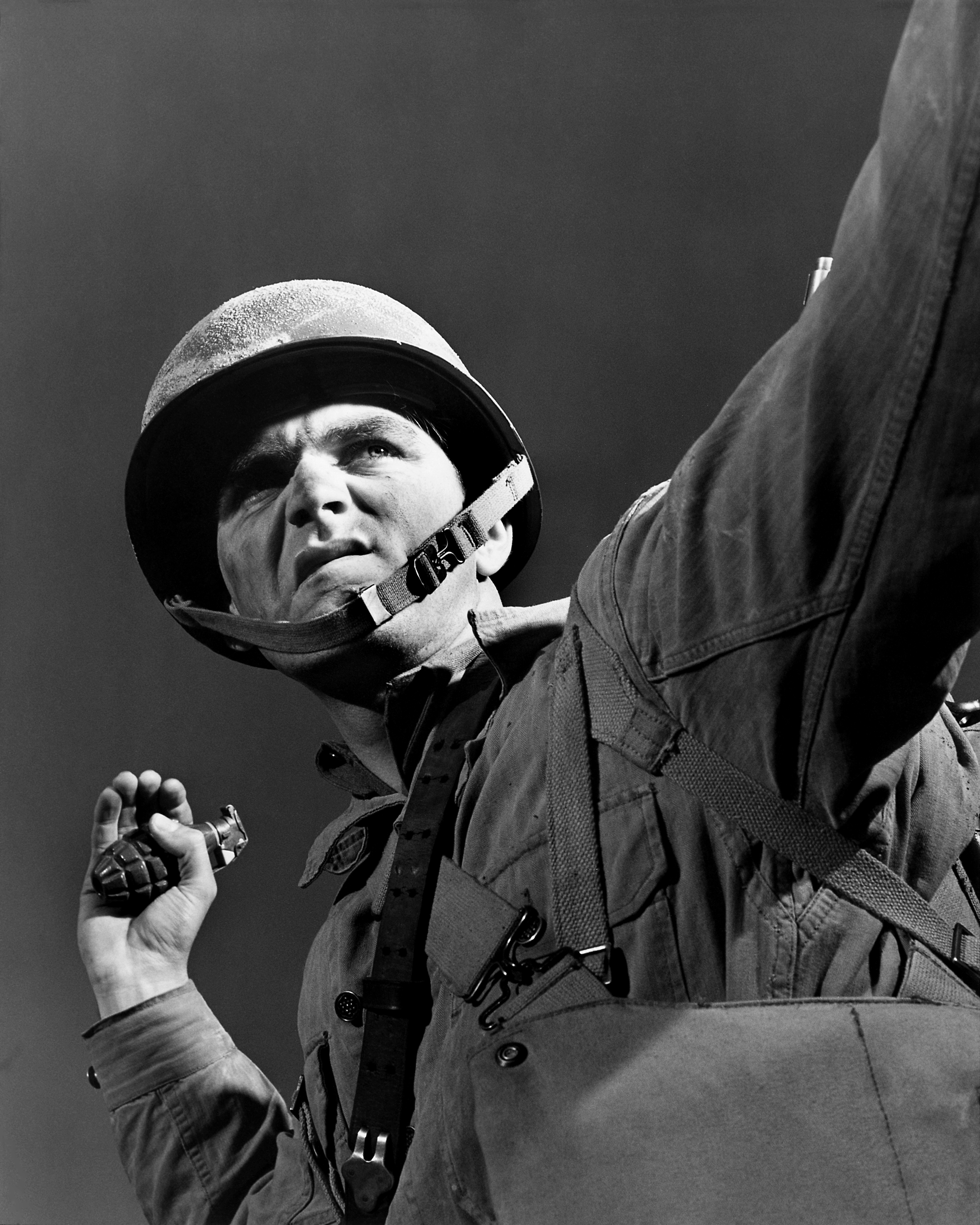
MK II 수류탄 투척 훈련을 하는 미군 병사. 제2차 세계 대전 중.

수류탄(手榴彈, hand grenade)은 손으로 던지는 근접 전투용 소형 폭탄이다. 
바깥쪽은 몸체에 해당하는 탄체, 폭발을 방지하는 안전핀(safety pin)과 안전 클립, 안전손잡이로 구성되어 있다. 
안쪽은 고폭약으로 가득 차 있고 중앙에는 원통형으로 된 신관이 연결되어 있다. 
따라서 안전핀과 안전 클립을 제거하면 결합된 신관이 폭발하면서 속에 있던 고폭약이 터지면서 수류탄이 터지게 된다.

## 분류

### 목적에 따른 분류
- 미군의 세열수류탄 M-67
- 막대 형태의 세열수류탄
- 미군의 섬광수류탄 XM-102(훈련용 하늘색)
- M-18 녹색 연막수류탄에 의해 전개된 연막
- 전개된 연막을 이용해 적의 시야를 차단하고 이동하는 미군
- 전개중인 연막 뒤에 있는 폴란드군 VI zmiana 장갑차
- 미군의 연막수류탄
- 소련제 연막수류탄 RDG-2

- 세열수류탄(細裂手榴彈) : 파편수류탄(破片手榴彈)이라고도 하며, 폭발시 발생하는 금속 파편으로 적의 살상 범위를 확대시킨다. 표면 바깥쪽에는 금속 구슬들이 붙어 있고 안쪽에 가까울수록 보다 작아지게 만든 구슬이 붙어 있다.
- 고폭수류탄(高爆手榴彈) : 높은 열과 압력을 발생시켜 적을 살상한다.
- 가스수류탄(가스手榴彈) : 화학가스 등을 방출하여 생화학적 피해를 준다.
- 소이수류탄(燒夷手榴彈) : 소이제를 써서 목표물을 불살라 없애기 위한 수류탄으로서 던지면 불이 붙게 된다.
- 화학수류탄(化學手榴彈) : 던지면 유독성 물질이 퍼져서 생물들에게 피해를 입히거나 적군이 전투 도중에 피로감을 느끼게 한다.
- 연막수류탄(煙幕手榴彈) : 신호 등의 용도로 연막을 내뿜거나 적군의 시야를 차단시킨다.
- 섬광수류탄(閃光手榴彈) : 보통 700만 촉광의 빛과 170데시벨의 소음을 내서 적을 무력화시킨다.

### 신관 점화방식
- 충격식 : 목표물을 향해 투척한 후, 목표물 또는 지면 등에 부딪힐 때 충격에 의하여 신관이 작동한다.
- 자동점화식 : 던지자 마자 바로 신관이 작동하는 방식이다.
- 타격식 : 충격을 주어 신관을 작동시킨 후, 던지는 방식이다.

## 투척 방법
- 수류탄 투척은 보통 엄폐된 장소에서 한다.
- 누운자세로 수류탄을 투척하는 미군 병사
- 벙커 안에 수류탄을 던져넣는 훈련을 하는 미군
- 폭발하는 세열수류탄
- 수류탄은 참호와 같은 엄폐물이 있는 곳에서 적을 살상하는 데 효과적이다

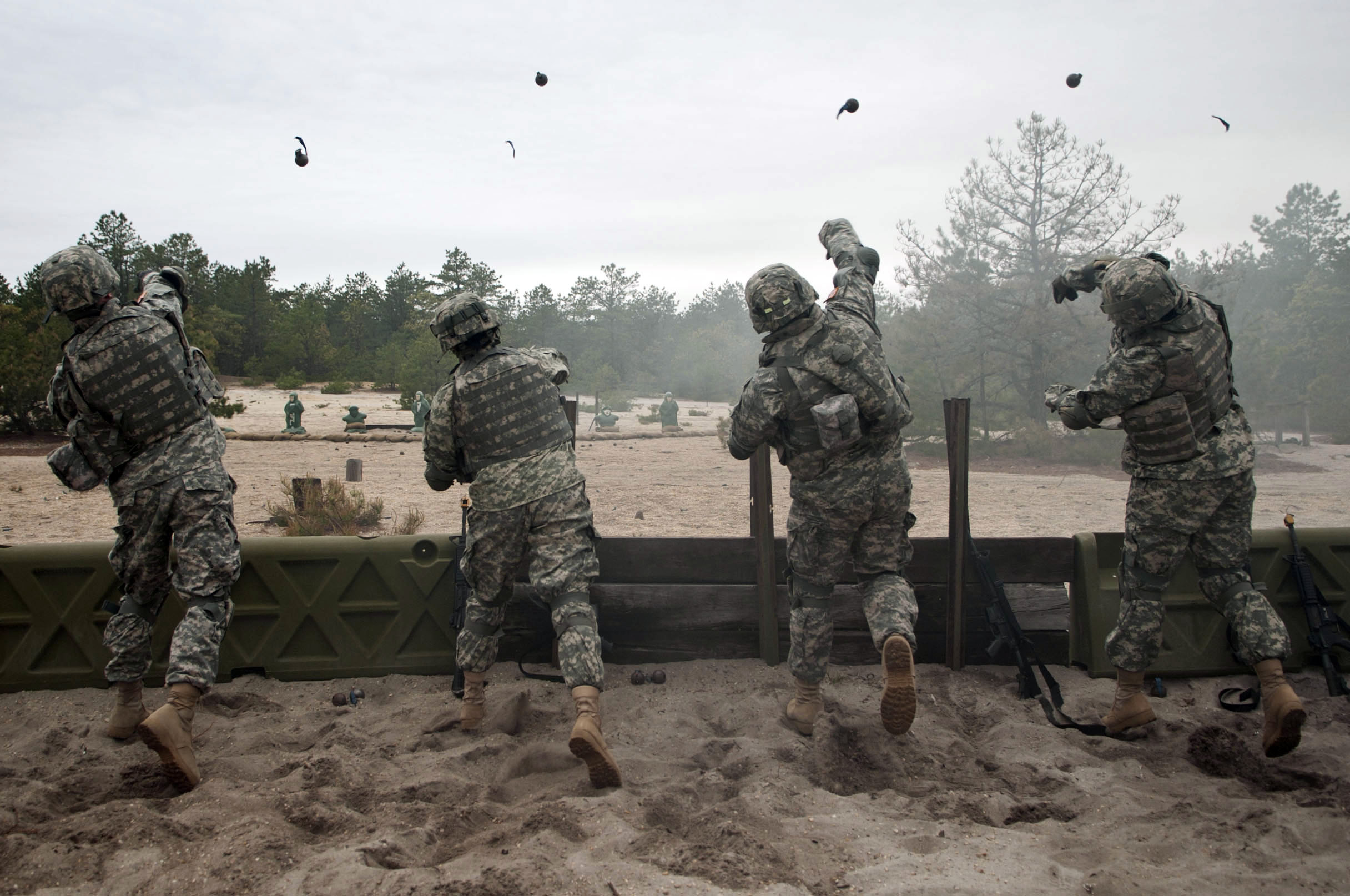
세열수류탄을 던지면 남아있는 손잡이가 공중에서 분리되며 날아간다

- 수류탄 투척 방법은 오른손잡이와 왼손잡이가 정 반대이다. 오른손잡이의 경우 수류탄을 똑바로 잡고 왼손으로 안전핀을 제거한 후 오른손으로 투척하며 왼손잡이의 경우 수류탄을 거꾸로 잡고 오른손으로 안전핀을 제거한 후 왼손으로 투척한다.

## 역사
- 17세기에는 척탄병하고 함께 수류탄을 주무기로 하는 병과도 있었다.
- 수류탄은 사람이 던지기 때문에 사정거리가 짧다. 이러한 단점을 보완하기 위해 유탄발사기, 박격포 등이 개발되었다.
- 소총이 주요 화기로 자리잡었지만, 오늘날에도 수류탄은 보병에게 필수적인 무기 중 하나이다.

## 훈련
실수류탄 투척 훈련의 경우 방탄헬멧과 방탄조끼를 착용하고 훈련한다. 
또한 수류탄을 놓칠 때를 대비해 콘크리트 벽 뒤로 피해서 숨는 훈련도 병행한다.

## 같이 보기
- 지뢰
- 척탄병
- 크레모아
- 섬광탄
- 연막탄